# Eleição municipal de Tangará da Serra em 2016
A eleição municipal de Tangará da Serra em 2016 foi realizada para eleger um prefeito, um vice-prefeito e 14 vereadores no município de Tangará da Serra, no estado brasileiro de Mato Grosso. Foram eleitos Fabio Martins Junqueira (Movimento Democrático Brasileiro) e Renato Ribeiro de Gouveia para os cargos de prefeito(a) e vice-prefeito(a), respectivamente. 
Seguindo a Constituição, os candidatos são eleitos para um mandato de quatro anos a se iniciar em 1º de janeiro de 2017. A decisão para os cargos da administração municipal, segundo o Tribunal Superior Eleitoral, contou com 64 028 eleitores aptos e 15 568 abstenções, de forma que 24.31% do eleitorado não compareceu às urnas naquele turno. 

## Resultados

### Eleição municipal de Tangará da Serra em 2016 para Prefeito
A eleição para prefeito contou com 4 candidatos em 2016: Vander Alberto Masson do Partido da Social Democracia Brasileira, Silvio José Sommavilla do Partido Democrático Trabalhista, Fabio Martins Junqueira do Movimento Democrático Brasileiro (1980), Vanderlei Reck Junior do Partido Social Democrático (2011) que obtiveram, respectivamente, 12 446, 1 039, 18 063, 14 590 votos. O Tribunal Superior Eleitoral também contabilizou 24.31% de abstenções nesse turno. 
| Candidato(a)                  | Vice                              | Coligação            | Votos recebidos | Percentual |
| ----------------------------- | --------------------------------- | -------------------- | --------------- | ---------- |
| Fabio Martins Junqueira (MDB) | Renato Ribeiro de Gouveia         | Tangará em Boas Mãos | 18063           | 39.15%     |
| Vanderlei Reck Junior (PSD)   | Azenate Fernandes de Carvalho     | Tangará Pode Mais II | 14590           | 31.62%     |
| Vander Alberto Masson (PSDB)  | Clarice Teresinha Baron Grapeggia | Juntos Por Tangará   | 12446           | 26.98%     |
| Silvio José Sommavilla (PDT)  | Jose Junior Pimenta de Souza      | Tangará é o Povo     | 1039            | 2.25%      |

### Eleição municipal de Tangará da Serra em 2016 para Vereador
Na decisão para o cargo de vereador na eleição municipal de 2016, foram eleitos 14 vereadores com um total de 45 274 votos válidos. O Tribunal Superior Eleitoral contabilizou 1 772 votos em branco e 1 414 votos nulos. De um total de 64 028 eleitores aptos, 15 568 (24.31%) não compareceram às urnas .
| Nome                          | Partido político                               | Coligação              | Votos recebidos | Percentual |
| ----------------------------- | ---------------------------------------------- | ---------------------- | --------------- | ---------- |
| Helio Jose Schwaab            | Partido Social Democrático (PSD)               | Tangara Pode Mais 1    | 1836            | 4.06%      |
| Rogerio Silva Santos          | Movimento Democrático Brasileiro (MDB)         | Tangará em Boas Mãos I | 1464            | 3.23%      |
| Claudio Agostinho Frare       | Partido Social Democrático (PSD)               | Tangara Pode Mais 1    | 1451            | 3.2%       |
| Nilton Dalla Pria             | Movimento Democrático Brasileiro (MDB)         | Tangará em Boas Mãos I | 1179            | 2.6%       |
| Maurizan de Souza Godoi       | Partido Social Democrático (PSD)               | Tangara Pode Mais 1    | 1129            | 2.49%      |
| Valdeneide Ferreira Santana   | Movimento Democrático Brasileiro (MDB)         | Tangará em Boas Mãos I | 1068            | 2.36%      |
| Vagner Constantino Guimaraes  | Partido da Social Democracia Brasileira (PSDB) | Juntos por Tangará     | 1048            | 2.31%      |
| Sebastian Ramos               | Partido Socialista Brasileiro (PSB)            | Tangara Pode Mais      | 983             | 2.17%      |
| Melquezedeque Ferreira Soares | Movimento Democrático Brasileiro (MDB)         | Tangará em Boas Mãos I | 961             | 2.12%      |
| Sandra Mara Burali Garcia     | Partido da Social Democracia Brasileira (PSDB) | Juntos por Tangará     | 925             | 2.04%      |
| Wilson Alberto Lucchesi Verta | Partido da Social Democracia Brasileira (PSDB) | Juntos por Tangará     | 912             | 2.01%      |
| Carlos Jose Lima de Almeida   | Partido Social Cristão (PSC)                   | Frente Popular         | 782             | 1.73%      |
| Fabio da Silva Brito          | Partido da Social Democracia Brasileira (PSDB) | Juntos por Tangará     | 746             | 1.65%      |
| Ronaldo Quintao               | Progressistas (PP)                             | Frente Popular         | 715             | 1.58%      |